# Institut supérieur d'éducation physique de l'université libre de Bruxelles
 (janvier 2017).

L'Institut supérieur d'éducation physique (ISEP) est une branche de l'Institut des sciences de la motricité (ISM) de l'université libre de Bruxelles (ULB).
Cette section regroupe les étudiants pour la formation en éducation physique.